# Мун Чонхи
Мун Чонхи (кор. 문정희; род. 25 мая 1947, Посон, Республика Корея) — южнокорейская поэтесса.

## Краткая биография
Окончила среднюю школу для девочек, затем отделение корейского языка и литературы университета Тонгук в Сеуле и там же аспирантуру. Преподаёт в том же университете. Принимала участие в писательской программе Айовского университета в США.

## Творчество
Первый сборник стихов опубликован в 1965 году, но признание пришло в 1969 году, когда два её стихотворения («Бессоница» и «Ночь») были опубликованы в авторитетном ежемесячном журнале Wolgan Munhak. Всего выпустила 14 авторских сборников. Кроме того, её стихи и эссе опубликованы во многих коллективных поэтических антологиях. Тематика поэзии разнообразна, в ней ярко звучат темы эмансипации, роли женщины в меняющемся южнокорейском обществе. Стихи поэтессы переведены на английский, немецкий, албанский (в переводе Силке Лирии Блюмбах), шведский, испанский, иврит, французский, японский, индонезийский и русский языки. Некоторое время Мун была президентом Общества корейских поэтов.

## Переводы на русский язык
- Мун Чонхи. Вслед за ветром. Предисл. М. Д. Яснова, перевод с корейского М. В. Солдатовой, Е. А. Похолковой, И. Ю. Панкиной. М.: Центр книги Рудомино, 2015, 144 с. ISBN 978-5-00-087068-6[4].
- Корейские стихи (2020) Архивная копия от 27 ноября 2020 на Wayback Machine
- Сборник современных корейских поэтов (2015)
- Мун Чонхи. Одиночество (2018)

## Переводы на другие языки
- Moon Chung-hee. Windflower. Translated by Choe Wolhee and Robert E. Hawks. Mt Pleasan: Hawks Publishing, 2004 (английский)
- Moon Chung-hee. Woman on the Terrace. Translated by Seong Kon Kim and Alec Gordon. New York: White Pine Press, 2007 (английский)
- Moon Chung-hee. Celle qui mangeait le riz froid. Paris: Bruno Doucey, 2012 (французский)
- Moon Chung-hee. Sång till gryningen. Stockholm: Bambulunden, 2013 (шведский)
- Moon Chung-hee. I Must Be the Wind. Translated by Richard Silberg and Claire You. New York: White Pine Press, 2014 (английский)
- Moon Chung-hee. Perempuan yang Membuat Air. Jakarta: Gramedia Pustaka Utama, 2014 (индонезийский)[5]

## Награды
- Премия современной литературы (1975)
- Премия Ким Соволя (1996)
- Премия Чон Чиёна (2004)
- Премия Цикада Швеции (2007)